# Rezerwat przyrody Przełomy pod Książem koło Wałbrzycha
Rezerwat przyrody Przełomy pod Książem koło Wałbrzycha – leśno-krajobrazowy rezerwat przyrody położony w województwie dolnośląskim, na terenie Książańskiego Parku Krajobrazowego, w granicach administracyjnych Wałbrzycha (miasto na prawach powiatu) i gminy miejskiej Świebodzice (powiat świdnicki). Utworzono go w 2000 roku na powierzchni 231,41 ha, a w 2010 roku nieznacznie zmniejszono jego obszar do 230,95 ha.
Celem ochrony rezerwatu jest zachowanie krajobrazu przełomów potoków Pełcznicy i Szczawnika o naturalnym charakterze wraz z różnorodnością fauny i flory. Są one zorientowane południkowo, o długości ok. 3 km i szerokości ok. 0,5 km. Zbocza dolin obu potoków są strome, z licznymi skałkami. Wypreparowane zostały w dolnokarbońskich zlepieńcach. Obie rzeki są silnie zanieczyszczone.
98% powierzchni rezerwatu pokrywają zbiorowiska leśne. Strome zbocza są porośnięte drzewostanem grądowym z dominacją lipy drobnolistnej. Występuje również kwaśna buczyna, las łęgowy i dąbrowa. Łącznie lasy liściaste zajmują tu prawie 130 ha. Inne rośliny to m.in. cis, barwinek pospolity, parzydło leśne, śnieżyca wiosenna, czarka szkarłatna, paprotka zwyczajna, różanecznik złoty. Jeden z cisów jest okazałym uznanym pomnikiem przyrody o obwodzie 285 cm. Poza nim na terenie rezerwatu za pomniki przyrody uznano okazały bluszcz (82 cm obwodu) porastający ruiny zamku Stary Książ oraz dwa inne okazałe cisy.
Na terenie rezerwatu stwierdzono obecność m.in. rzekotki drzewnej, gniewosza plamistego, puchacza, salamandry plamistej, muchołówki białoszyjej, liczne kruki i dzięcioły. Ponadto w podziemiach zamku Książ, położonego tuż poza granica rezerwatu, zamieszkuje 8 gatunków nietoperzy.
Obszar rezerwatu objęty jest ochroną czynną.

## Natura 2000
W 2008 roku utworzono obszar Natura 2000 „Przełomy Pełcznicy pod Książem” PLH020020 SOOS o powierzchni 240,3 ha. Obszar w całości pokrywa się z rezerwatem i Książańskim Parkiem Krajobrazowym. Wysokość minimalna wynosi 330 m n.p.m., maksymalna 430, a średnia 380 m n.p.m. 44% obszaru stanowią lasy liściaste, 54% mieszane, a 2% zajmują tereny rolnicze.
Strome stoki są siedliskiem grądów zboczowych Aceri-Tilietum, poza tym wykształciły się tutaj kwaśne buczyny, lasy łęgowe, grądy i ciepłolubne dąbrowy. Stwierdzono 9 siedlisk roślin z załącznika I oraz 3 gatunki nietoperzy z załącznika II dyrektywy siedliskowej.